# Simon Ngapandouetnbu
Simon Brady Ngapandouetnbu (Foumban, 12 de abril de 2003) é um futebolista camaronês que atua como goleiro. Atualmente, joga pelo Montpellier.

## Carreira
É um fruto das academias de juniores da ASPTT Marselha, ASMJ Blancarde e Olympique de Marseille. Em 11 de outubro de 2019, ele assinou seu primeiro contrato profissional com o Olympique de Marseille por 3 anos. Nesse mesmo ano, foi promovido à reserva e foi goleiro reserva da seleção principal. Ele renovou seu contrato com o clube em 8 de março de 2022.
Em agosto de 2025, foi anunciado como reforço do Montpellier.

## Carreira internacional
Nascido no Camarões, Ngapandouetnbu mudou-se para a França ainda jovem. Ele estava no radar dos Camarões Sub-17 para a Copa do Copa do Mundo FIFA Sub-17 de 2019 e de outras seleções juvenis dos Camarões. Em novembro de 2021, ele foi controversamente convocado para os Sub-19 da França para as partidas de qualificação do Campeonato da Europa de Sub-19 de 2022. Em setembro de 2022, ele foi formalmente convocado para a seleção principal de Camarões para uma série de amistosos.